# Saint-Pierre-de-Soucy
Saint-Pierre-de-Soucy é uma comuna francesa na região administrativa de Auvérnia-Ródano-Alpes, no departamento de Saboia. Estende-se por uma área de 9,09 km². Em 2010 a comuna tinha 444 habitantes (densidade: 48,8 hab./km²).